# Solenopsis amblychila
Solenopsis amblychila este o specie de furnici (din genul „furnici de foc” sau Solenopsis) originară din sud-vestul Statelor Unite. Poate rezista în condiții foarte uscate, dar poate fi găsită în gazonul bine udat și, de obicei, se găsește să cuibărească în sol, sub pietre sau sub bucăți de lemn. O trăsătură notabilă a acestei specii este colorația sa aurie pal sau galbenă, ceea ce o face în mod obișnuit confundată cu Solenopsis aurea, care are și o colorație aurie. Lucrătorii sunt cunoscuți a fi polimorfi și conțin atât lucrători majori, cât și minori în colonii. 